# Superpohár UEFA 2010
Superpohár UEFA 2010 byl 35. ročník jednozápasové soutěže zvané Superpohár UEFA, pořádané Evropskou fotbalovou asociací UEFA. Zápas se odehrál 27. srpna 2010 na stadionu Stade Louis II. v knížectví Monako. V zápase se každoročně utkává vítěz Ligy mistrů s vítězem Evropské ligy. Účastníky byli vítěz Ligy mistrů UEFA 2009/10 - italský Inter Milán a vítěz Evropské ligy UEFA 2009/10 - španělské Atlético Madrid. V celku španělského celku nastoupil i český obránce Tomáš Ujfaluši, který se tak stal historicky třetím Čechem, který Superpohár UEFA dokázal vyhrát.
Samotný zápas vyhrál držitel titulu z Evropské ligy - Atlético Madrid, které zvítězilo 0:2. O vítězství svými góly rozhodli José Antonio Reyes a Sergio Agüero. Atlético Madrid získalo svůj první titul v této soutěži.

## Místo konání
Superpohár UEFA 2010 se hrál na stadionu Stade Louis II. v Monaku. Stadion má kapacitu 18 523 diváků a byl otevřen v roce 1939 aby v roce 1985 prošel rekonstrukcí. Superpohár se na tomto stadionu hrál nepřetržitě od roku 1998 a hrál se až do ročníku 2012.

## Zajímavosti
- Pokud by zápas skončil nerozhodným výsledkem v normální hrací době, následovalo by 30 minut prodloužení. Pokud by i poté nebylo rozhodnuto, následoval by penaltový rozstřel
- Zápas se odehrál při teplotě 26 °C a vlhkosti vzduchu 83%.
- Superpohár poprvé řídilo šest rozhodčích. Všichni byli švýcarské národnosti v čele s hlavním, kterým byl Massimo Busacca.

## Statistiky zápasu
| 27. srpna 2011 20:45 |        |                      |                                                                  |
| Inter Milán          | 0 : 2  | Atlético Madrid      | Stade Louis II., Monako diváci: 17 265 rozhodčí: Massimo Busacca |
|                      | Report | Reyes 62' Agüero 83' | Stade Louis II., Monako diváci: 17 265 rozhodčí: Massimo Busacca |

| Inter Milán | Atlético Madrid |

| INTER MILÁN:   |    |                   |       |     |
|                |    |                   |       |     |
| B              | 1  | Júlio César       |       |     |
| O              | 13 | Maicon            |       |     |
| O              | 25 | Walter Samuel     | 90+2' |     |
| O              | 6  | Lúcio             |       |     |
| O              | 26 | Cristian Chivu    |       |     |
| Z              | 5  | Dejan Stanković   |       | 68' |
| Z              | 4  | Javier Zanetti    |       |     |
| Z              | 19 | Esteban Cambiasso |       |     |
| Ú              | 10 | Wesley Sneijder   |       | 79' |
| Ú              | 9  | Samuel Eto'o      |       |     |
| Ú              | 22 | Diego Milito      |       |     |
| Náhradníci:    |    |                   |       |     |
| B              | 12 | Luca Castellazzi  |       |     |
| O              | 2  | Iván Córdoba      |       |     |
| O              | 23 | Marco Materazzi   |       |     |
| Z              | 17 | McDonald Mariga   |       |     |
| Z              | 29 | Philippe Coutinho |       | 79' |
| Ú              | 27 | Goran Pandev      |       | 68' |
| Ú              | 88 | Jonathan Biabiany |       |     |
| Trenér:        |    |                   |       |     |
| Rafael Benítez |    |                   |       |     |

| ATLÉTICO MADRID:      |    |                    |     |       |
|                       |    |                    |     |       |
| B                     | 13 | David de Gea       |     |       |
| O                     | 17 | Tomáš Ujfaluši     |     |       |
| O                     | 21 | Luis Perea         |     |       |
| O                     | 15 | Diego Godín        |     |       |
| O                     | 18 | Álvaro Domínguez   |     |       |
| Z                     | 12 | Paulo Assunção     |     |       |
| Z                     | 19 | José Antonio Reyes |     | 69'   |
| Z                     | 8  | Raúl García        | 89' |       |
| Z                     | 20 | Simão              | 85' | 90+1' |
| Ú                     | 10 | Sergio Agüero      |     |       |
| Ú                     | 7  | Diego Forlán       |     | 82'   |
| Náhradníci:           |    |                    |     |       |
| B                     | 27 | Joel               |     |       |
| O                     | 3  | Antonio López      |     |       |
| O                     | 4  | Mario Suárez       |     |       |
| Z                     | 6  | Ignacio Camacho    |     | 90+1' |
| Z                     | 9  | José Manuel Jurado |     | 82'   |
| Z                     | 11 | Fran Mérida        |     | 69'   |
| Ú                     | 22 | Diego Costa        |     |       |
| Trenér:               |    |                    |     |       |
| Quique Sánchez Flores |    |                    |     |       |

| Muž zápasu: José Antonio Reyes (Atlético Madrid) Asistenti rozhodčího: Matthias Arnet Manuel Navarro Čtvrtý rozhodčí: Sascha Kever Brankoví rozhodčí: Stephan Studer Cyril Zimmermann |

## Vítěz
| Superpohár UEFA 2010 Atlético Madrid (1. vítězství) |